# デルブーフ錯視

2つの黒丸は全く同じ大きさだが、左のものは大きくなったり小さくなったりして見える。

デルブーフ錯視（デルブーフさくし）は、相対的な大きさの知覚に関する錯視である。最も有名なものは、同じ大きさの2つの円が互いに近くに置かれており、1つは円環に囲まれている。円環が近くにある場合は、囲まれている円は囲まれていない円よりも大きく見え、円環が離れている場合には囲まれていない円よりも小さく見える。2005年の研究では、エビングハウス錯視が起こるのと同じ視覚過程により起きることが示唆された。

## エポニム
この名前はベルギーの哲学者、数学者、実験心理学者、催眠術師、心理物理学者であるヨーゼフ・レミ・レオポルト・デルブーフ（1831年 - 1896年）にちなむ。彼は1865年にこれを考案した。

## 関連研究
デルブーフ錯視に関連する研究において、小さな皿で食べることにより食事量が少なくなると主張されている。2018年6月、イスラエルのネゲヴ・ベン＝グリオン大学の研究者らがこの主張を疑問視する論文を発表した。